# Jibbs
Jibbs, pseudonimo di Jovan Campbell (Saint Louis, 13 novembre 1990), è un rapper statunitense.

## Biografia
Nuovo prospetto della Geffen Records, attualmente conta un brano entrato nella Top 10 di Billboard Hot 100, il suo singolo di debutto "Chain Hang Low". L'altra canzone di Jibbs entrata nel Billboard Hot 100 è "King Kong", con la partecipazione del rapper Chamillionaire. Successivamente ha fatto parte anche del video musicale della canzone "Crank That" di Soulja Boy nel 2007.

## Discografia

### Album
- 2006: Jibbs feat. Jibbs
- 2009: New Tempo, New Swag

### Singoli
| Year | Song                                       | U.S. Hot 100 | U.S. R&B | U.S. Rap | Pop 100 | Album                 |
| ---- | ------------------------------------------ | ------------ | -------- | -------- | ------- | --------------------- |
| 2006 | "Chain Hang Low"                           | 7            | 16       | 6        | 11      | Jibbs Featuring Jibbs |
| 2006 | "King Kong" (featuring Chamillionaire)     | 54           | 32       | 16       | 51      | Jibbs Featuring Jibbs |
| 2007 | "Go Too Far" (featuring Melody Thornton)   | —            | —        | —        | —       | Jibbs Featuring Jibbs |
| 2007 | "Smile" (featuring Fabo)                   | —            | 120      | —        | —       | Jibbs Featuring Jibbs |
| 2009 | "The Dedication (Ay DJ)" (featuring Lloyd) | —            | 85       | —        | —       | New Tempo, New Swag   |
| 2009 | "Doing It My Way"                          | —            | 90       | —        | —       | New Tempo, New Swag   |